# リー・タマホリ
リー・タマホリ（Lee Tamahori, 1950年6月17日 - ）は、マオリの血を引くニュージーランド・ウェリントン出身の映画監督。

## プロフィール
人口の約90パーセントをイギリス系が占めるニュージーランドにおいて、先住民ポリネシア系マオリ出身の父、イギリス系白人の母との間に生まれる。
映画界入り以前の1970年代は、コマーシャルアーティスト、あるいは写真家としての道を歩んでいた。
1970年代後期から1982年までブーム・オペレーター（Boom operator - 録音アシスタント）を出発点として映画製作に従事。
その後、テレビコマーシャルフィルムを監督・製作、100本以上を手がけて国際的賞を受賞するなど頭角をあらわし、1983年にジェフ・マーフィー監督『UTU/復讐』（日本未公開）や大島渚監督『戦場のメリークリスマス』などの長編作で助監督を務めながら、監督手法を磨く。

### 『ワンス・ウォリアーズ』
助監督時代にマオリを描いた『UTU』での経験を活かし、タマホリ同様にマオリの血を引くアラン・ダフ（Alan Duff）のマオリ家庭を活写したベストセラー小説『ワンス・ウォリアーズ』（1990年 - 日本語訳: 文春文庫1995年刊）を映画化し監督デビュー長編作として発表。
白人がマジョリティーとなっているニュージーランドで、マイノリティーとして生きる現代のマオリが置かれている貧困や生活苦を映像化。マオリ家庭の妻と子どもの視点から捉え、疎外感と逆境の中で子どもがマオリとその戦士の伝統文化に目覚めて誇りを取り戻してゆく描写は、植民地としてのニュージーランドの歴史と、同国の現状を捉えた問題作として国際的に大きな注目を浴びる。
この作品は、ニュージーランド国内でジェーン・カンピオン監督の『ピアノ・レッスン』（1993年）や、スティーヴン・スピルバーグ監督の『ジュラシック・パーク』（1993年）と並ぶ興行成績をあげ、タマホリにとって映画監督としてのブレイクスルーとなった。

### ハリウッドへ
デビュー作の成功を期に、ハリウッドへ製作拠点を移し、ロサンゼルスを舞台とした犯罪映画『狼たちの街』（1996年）は、1950年代のフィルム・ノワール形式を踏襲して製作、犯罪映画『L.A.コンフィデンシャル』（1997年）などハードボイルドや犯罪もの流行の先鞭となった。
また、著名俳優アンソニー・ホプキンスを主演に、アレック・ボールドウィン助演で脇を固めた大自然アドヴェンチャー『ザ・ワイルド』や、ジェームズ・パターソン（James Patterson）原作で犯罪心理捜査官アレックス･クロスシリーズ Along Came a Spider （1992年 - 日本語訳: 『多重人格殺人者』新潮文庫1994年刊）を映画化した『スパイダー』でハリウッド監督としての地歩を築く。

### スパイ・アクション映画
ピアース・ブロスナン、ハル・ベリーの主演で、イギリス、スペイン、フィンランド、アイスランド、ノルウェー、韓国、ハワイのマウイ島と、世界各地でロケーションを敢行して製作した007ジェームズ・ボンドシリーズ20作目の作品『007 ダイ・アナザー・デイ』を発表。さらに2005年にはロブ・コーエン監督（Rob Cohen）のヒット作『トリプルX』の続編、『トリプルX ネクスト・レベル』でもスパイ・アクション映画を手がけた。

## フィルモグラフィー
- 1983年 『UTU』（助監督、日本未公開）
- 1983年 『戦場のメリークリスマス』（助監督）
- 1994年 『ワンス・ウォリアーズ』 Once Were Warriors （本作以後は監督作品）
- 1996年 『狼たちの街』 Mulholland Falls
- 1997年 『ザ・ワイルド』 The Edge
- 2001年 『スパイダー』 Along Came a Spider
- 2002年 『007 ダイ・アナザー・デイ』 Die Another Day
- 2005年 『トリプルX ネクスト・レベル』 xXx: State of the Union
- 2007年 『ネクスト』 Next - フィリップ・K・ディックの短編『ゴールデン・マン』の映画化
- 2011年 『デビルズ・ダブル -ある影武者の物語-』 The Devil's Double